# Caldera de condensación
Una caldera de condensación es un artefacto que produce agua caliente a baja temperatura 40-60 °C, con un alto rendimiento y, por tanto, emisiones más reducidas de CO2.

## Funcionamiento

Esquema de funcionamiento de dos tipos de calderas de condensación.
1- Entrada de gas
2- Entrada de aire
3- Salida de gases quemados
4- Retorno desde emisores
5- Ida a emisores
6- Agua condensada

Como su nombre indica, los hidrocarburos generalmente utilizados como combustibles (gas natural, GLP, gasóleo) son compuestos de carbono e hidrógeno en diversas proporciones. Al combinarse con el oxígeno del aire, estos elementos forman dióxido de carbono (CO2) y agua en estado gaseoso (H2O), respectivamente. Condensando, dentro de la caldera, el vapor proveniente de los gases de combustión, se obtienen 2.260 kilojulios (kJ) por cada kilogramo de agua condensada. En las calderas convencionales, esta energía térmica se envía a la atmósfera por el humero con los gases quemados.
Los combustibles, especialmente los líquidos, contienen algunas impurezas, como el azufre que forma óxidos de azufre al combinarse con el oxígeno atmosférico. En las calderas corrientes, estos gases procedentes de la combustión se expulsan a temperaturas superiores a 150 °C, para conseguir tiro térmico y para evitar que el agua se condense y forme ácidos sulfuroso o sulfúrico al combinarse con los óxidos de azufre (SO2 + H2O → SO3H2 y SO3 + H2O → SO4H2), que corroerían sus partes metálicas.
Sin embargo, el uso de combustibles con menor o nulo contenido de azufre, como los gases (natural y GLP), permitió idear la caldera de condensación, que aprovecha la energía latente en el vapor de agua (los mencionados 2.260 kilojulios por kilogramo). Para conseguirlo debe calentar el agua a una temperatura máxima de 60-70 °C (en vez de los 90 °C de las calderas corrientes) y evacuar los gases a temperaturas inferiores a las de condensación (100 °C a nivel del mar). Por otro lado, reduce el tiro térmico del conducto de gases y hace necesario utilizar un ventilador. 
Además, al salir a menor temperatura los gases quemados, también se aprovecha el calor que, en las calderas normales, se usaría para que los gases quemados alcancen la temperatura necesaria para el tiro, convirtiendo este tipo de caldera en la más eficiente actualmente (dentro de las de combustión, sin considerar la aerotermia eléctrica) y con menor impacto medioambiental al reducir las emisiones de CO2.

### Rendimiento
El rendimiento aparente de estas calderas es superior al 100% (medido en condiciones tradicionales, sobre el poder calorífico inferior), frente al 70-90% de las convencionales. El hecho de que sea posible obtener un rendimiento superior al 100% se debe a que el poder calorífico inferior se definió como el máximo calor que se podía obtener racionalmente en una combustión, por lo que no se tiene en cuenta la pérdida del calor latente de vaporización del agua, ya que era necesario evacuar los gases a temperaturas superiores a 140 °C para no deteriorar la caldera (con combustibles con contenido de azufre). A esas temperaturas, el agua se expulsaba en forma de vapor. Si se mide sobre el poder calorífico superior (que tiene en cuenta el calor latente de vaporización del agua) el rendimiento de estas calderas es, por supuesto, inferior al 100%. Pero, para comparar su rendimiento con el de otras calderas, hay que utilizar la misma norma, y lo habitual es medir el rendimiento sobre el poder calorífico inferior.
Como consecuencia de la menor temperatura del agua preparada, los emisores finales del calor deben tener mayor superficie de intercambio (radiadores más grandes) o utilizar sistemas de emisión de baja temperatura (suelos radiantes o calefacción por aire).
Existen también calderas que, a partir de cierta temperatura requerida por la instalación (ver regulación proporcional) dejan de funcionar en condensación, para funcionar como calderas normales, con un rendimiento, en estos lapsos de tiempo, inferior. Con este artificio se consigue utilizar instalaciones existentes, con sistemas de emisión con superficies de intercambio menores. 

### Medición del rendimiento de una caldera de condensación
Hasta la entrada de la Directiva de Ecodiseño, para todos los cálculos de rendimiento de calderas, las normas europeas y española han utilizado como referencia el PCI. Desde la entrada de la Directiva ErP el criterio de definición de rendimientos ha cambiado, empleando como referencia para el cálculo el PCS (incluyendo ya el calor latente disponible por el cambio de fase al producirse la condensación del vapor de agua contenido en los humos de la combustión).
Con la ErP se definen dos rendimientos, uno para servicio de calefacción y otro para A.C.S. (en caso de que se considere un equipo mixto doble servicio).
De igual forma, el rendimiento de calefacción se expresa como un rendimiento estacional para las calderas por debajo de 70 kW (mediante una media ponderada de rendimientos instantáneos al 30% y al 100%), mientras que el de A.C.S. se define a partir de un perfil de carga declarado.
Esto supone, que desde el 26 de septiembre de 2015, ninguna caldera del mercado tendrá un rendimiento mayor al 100% (por el hecho de referirse al PCS en que ya se tiene en cuenta el calor latente recuperado en la condensación). Lo anterior es coherente ya que prácticamente todas las calderas que hay en el mercado serán de condensación, y por tanto, ya aprovechará el calor latente presente en los humos e incluido en el PCS del combustible.

## Temperatura de impulsión
Es necesario regular o fijar la temperatura de impulsión del fluido caloportador en la caldera (ida a emisores) entre 55 y 60 °C, y como máximo a 65 °C, a no ser que durante los días más fríos del año, se compruebe que la instalación no es capaz de llegar a una temperatura de confort en la vivienda.
Las calderas de condensación de gas ofrecen un mejor rendimiento (más calor con menos consumo de gas) a temperaturas bajas. Se recomienda que siempre la temperatura de retorno no supere los 55 °C para que el rendimiento sea óptimo ya que a esa temperatura se produce el punto de rocío, por debajo del cual el rendimiento es óptimo.

## Evacuación de condensados
Las calderas de condensación necesitan una salida para el desagüe de los condensados. En ningún caso servirá un cubo o recipiente para evacuar los residuos resultantes. Será necesario disponer de un sumidero y deberán disponerse tubos de materiales compatibles con los productos condensados. En instalaciones de potencia superior a 70 kW, será necesario tratar estos condensados para neutralizar su acidez.
El diámetro del tubo del desagüe de una caldera de condensación podrá variar en función de la marca de la caldera, que irá indicado en el manual. Lo más común es que sea de 20mm de diámetro, aunque éste podrá variar entre los 16mm y los 35mm de diámetro. Es muy importante que el tubo del desagüe sea de PVC, debido a que este material tolerará bien las aguas más ácidas que produce la caldera de condensación.